# ベイラ・ブラワヨ鉄道

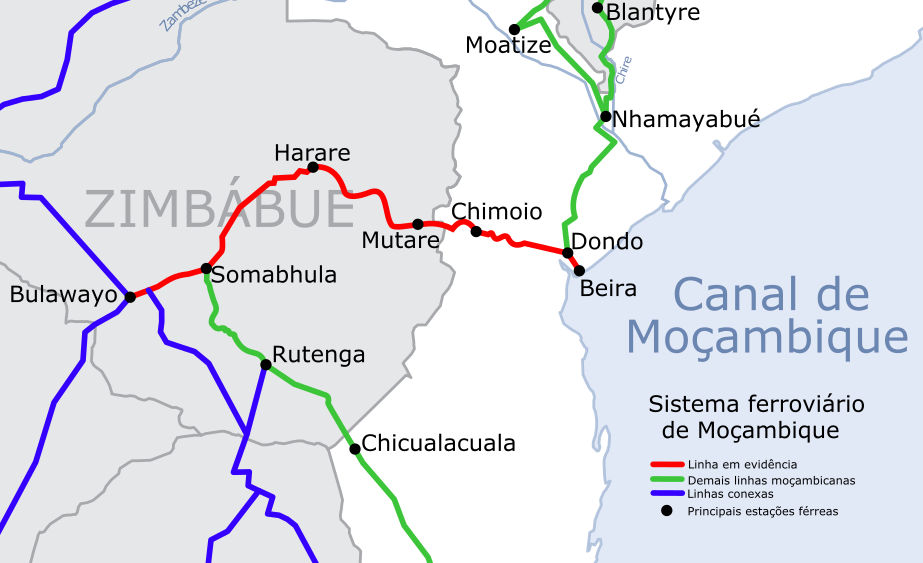
鉄道路線図（赤色）。ジャンクションのある鉄道 (緑色)。その他の鉄道路線（青色）。

ベイラ・ブラワヨ鉄道（ベイワ・ブラワヨてつどう）は、モザンビークとジンバブエ間を結ぶ国際鉄道。

## 概要
19世紀後半、アフリカ大陸南部を植民地としていたイギリスの植民地経営会社の手により建設が開始された。内陸部の鉱物資源などを海外へ運搬するためのルートとして、現ジンバブエ第二の都市ブラワヨ、首都ハラレ、モザンビークのベイラを結び植民地経営を支えた。
1970年代前半には、白人国家であったローデシアの輸出入物資の8割の輸送を担う重要な鉄道であったが、1975年に黒人国家のモザンビークが独立すると同国はローデシアと対立。1976年3月3日、モザンビーク側の国境の町、マチパンダで20人のローデシア鉄道員が拘束、機関車の差し押さえが行われて国境閉鎖状態となり、長らく鉄道輸送が分断されることとなった。その後、モザンビーク内戦、ジンバブエの独立などを経て再び国際貨物列車の運行が再開されたが、
運行はベイラとハラレ間はモザンビーク鉄道港湾公社が、
ハラレとブラワヨ間がジンバブエ国鉄が運行しており、過去のベイラとブラワヨを結ぶ鉄道として全体を俯瞰する意味は無くなっている。